# Japanazalea
Japanazalea (Rhododendron molle) är en ljungväxtart som först beskrevs av Carl Ludwig von Blume, och fick sitt nu gällande namn av George Don jr. Enligt Catalogue of Life ingår Japanazalea i släktet rododendron och familjen ljungväxter, men enligt Dyntaxa är tillhörigheten istället släktet rododendron och familjen ljungväxter. Arten förekommer tillfälligt i Sverige, men reproducerar sig inte.

## Underarter
Arten delas in i följande underarter:
- R. m. canescens
- R. m. flavum
- R. m. glaucophyllum
- R. m. multifidum

## Bildgalleri

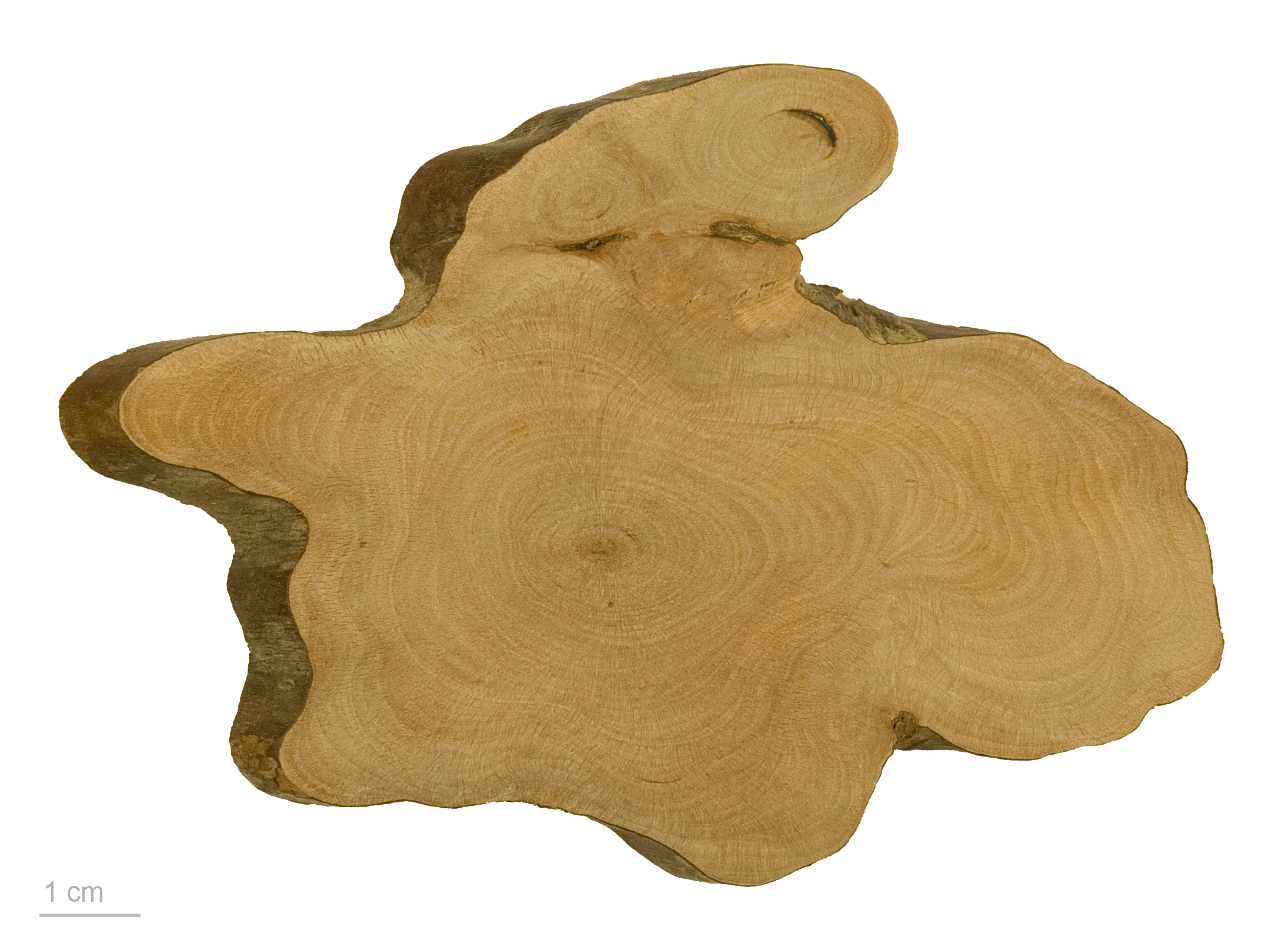
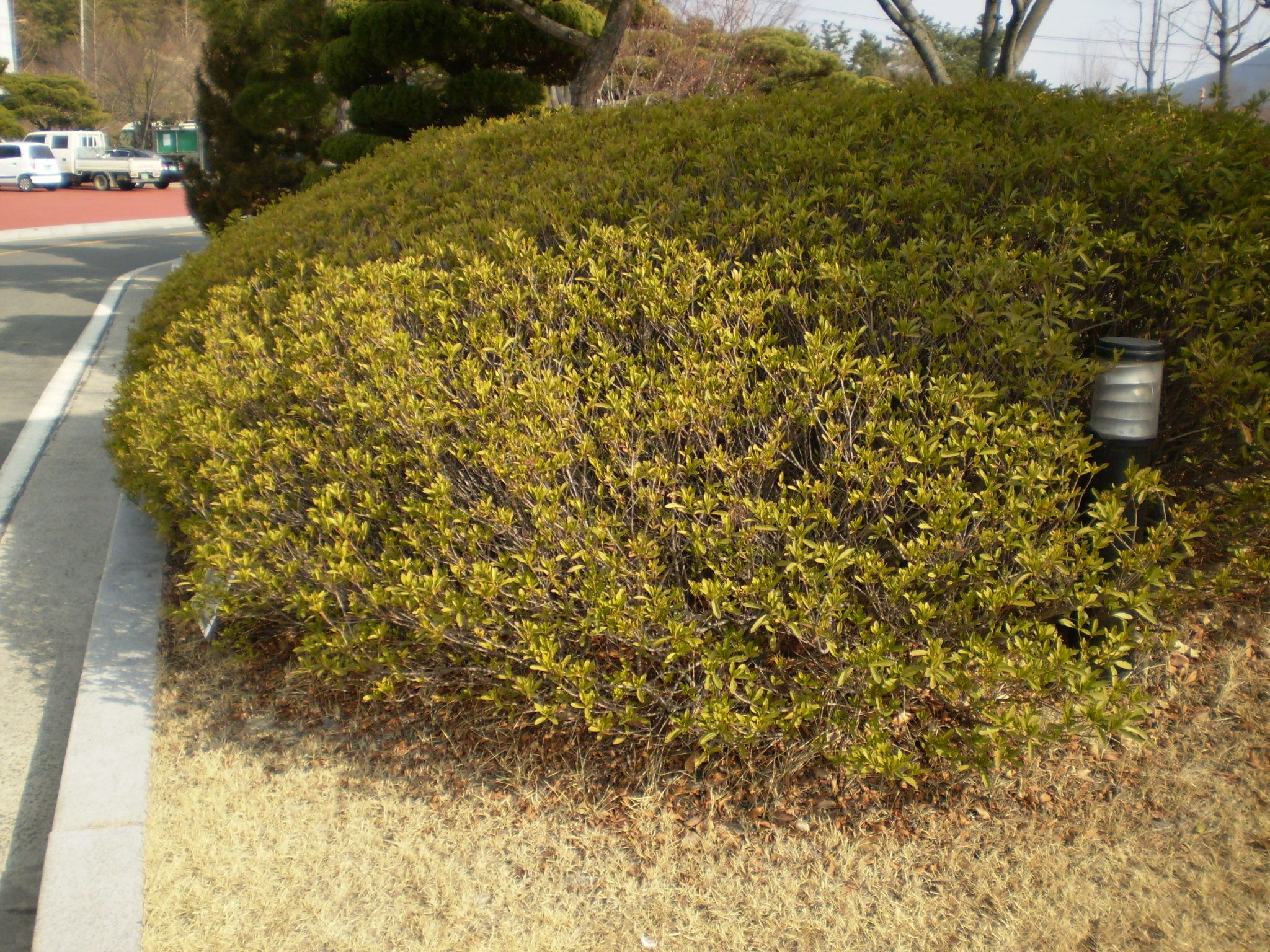
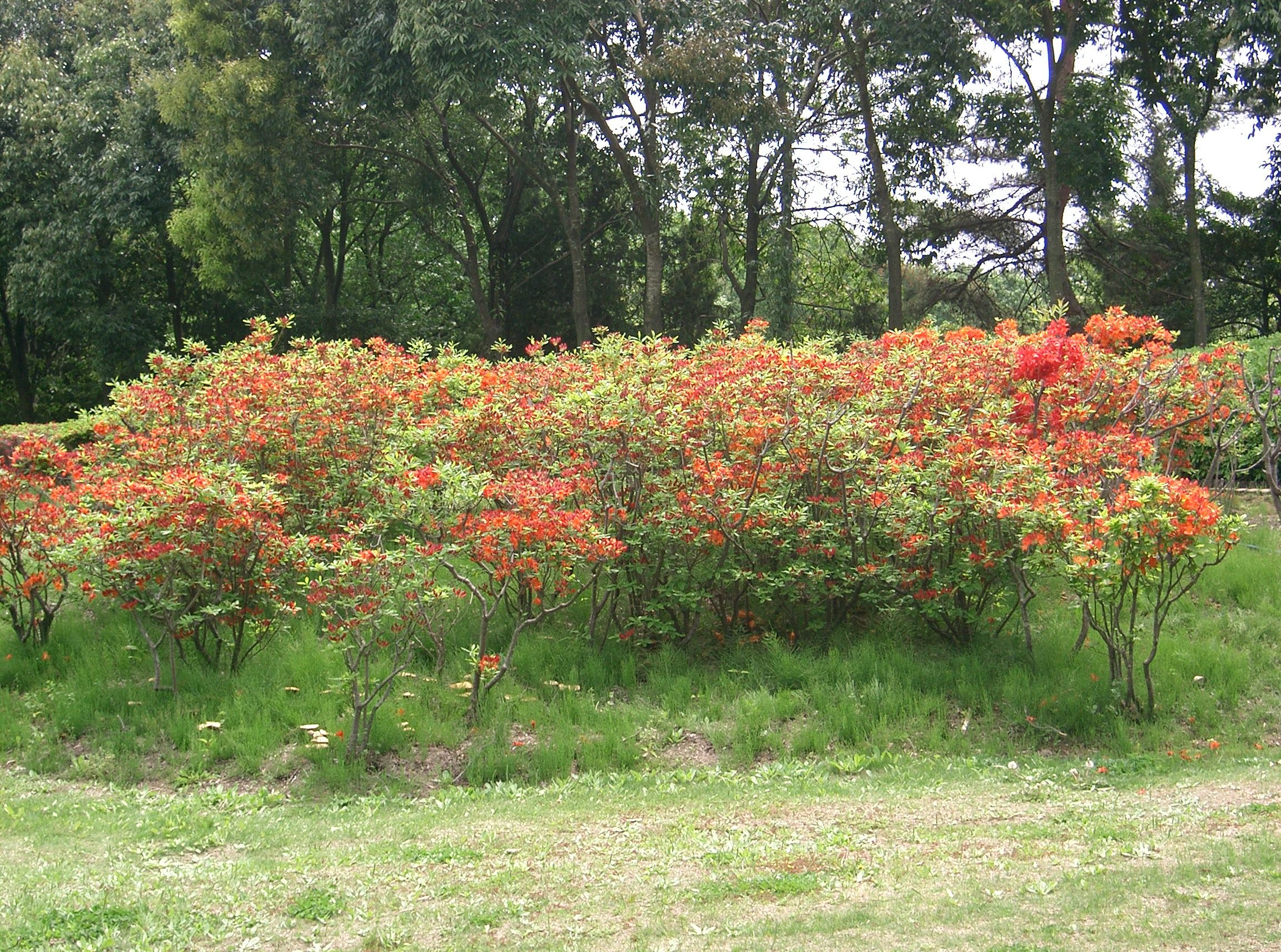
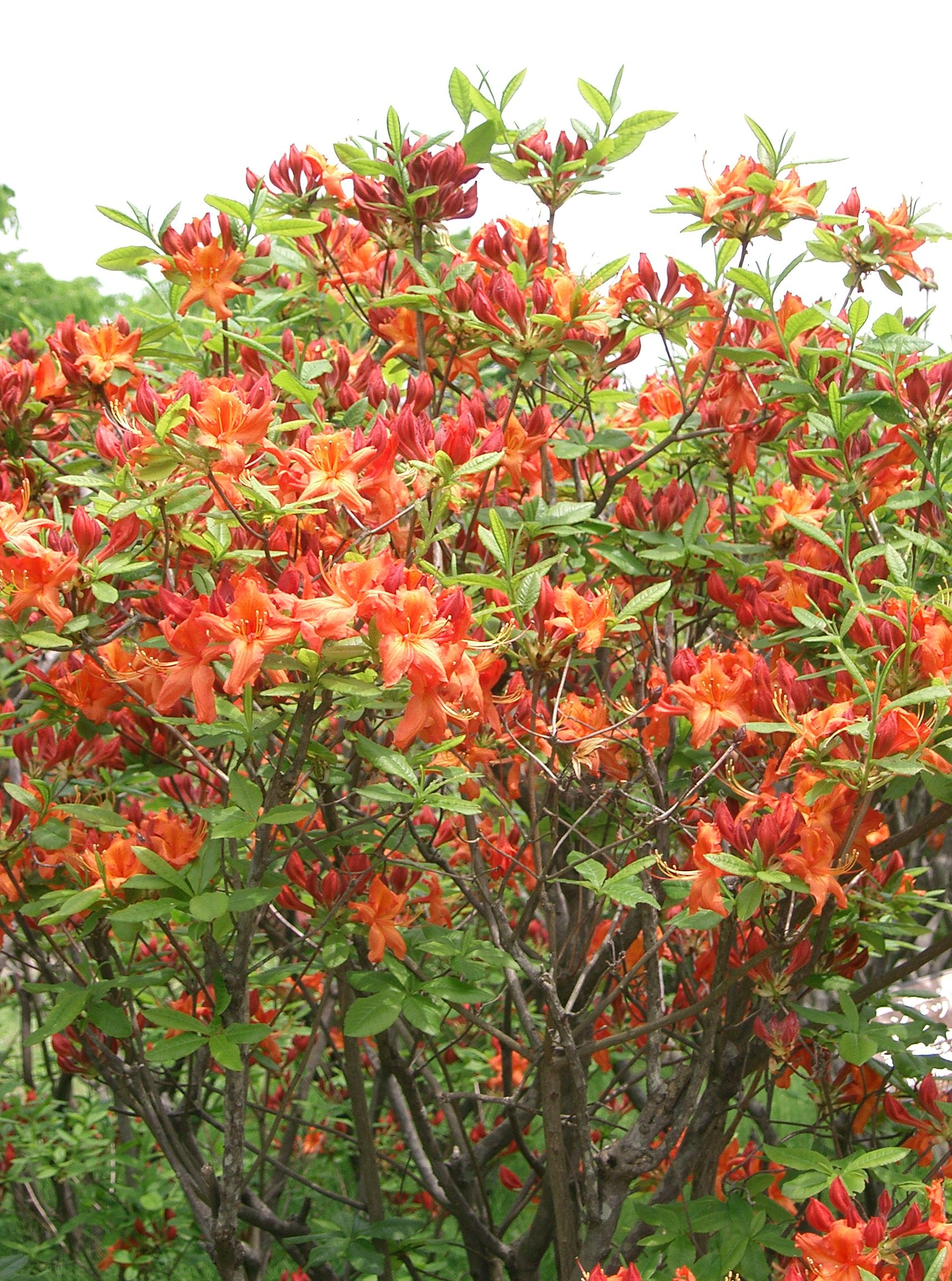
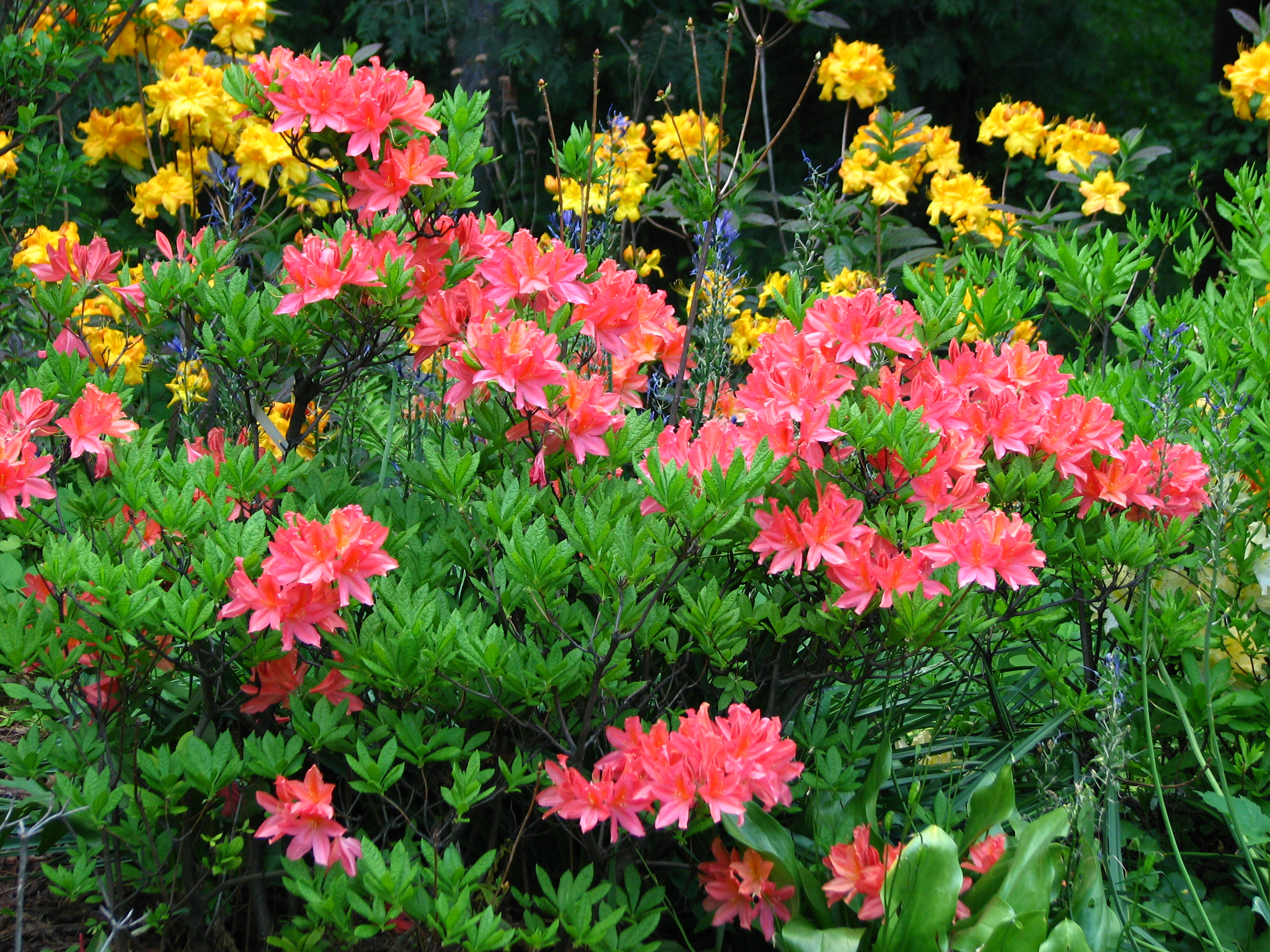